# Purhus
Purhus is een voormalige gemeente in Denemarken. Bij de herindeling van 2007 werd de gemeente bij Randers gevoegd.
De oppervlakte bedroeg 168,72 km². De gemeente telde 8547 inwoners waarvan 4313 mannen en 4234 vrouwen (cijfers 2005).
De zetel van de gemeente was in Fårup.